# Ermelinda DeLaViña
Ermelinda DeLaViña é uma matemática estadunidense, especialista em teoria dos grafos. É professora do Computer and Mathematical Sciences Department da University of Houston–Downtown, onde é também diretora associada do College of Science and Technology.

## Educação
DeLaViña cresceu em uma família de classe trabalhadora no Texas, com raízes que remontam lá a cinco gerações. Seus pais vieram de Bishop, Texas, mas a criaram em Houston. Inspirada por uma professora de álgebra da 9ª série, visou a educação universitária apesar do desencorajamento de seus conselheiros escolares. Começou seus estudos de graduação na Universidade de Houston, mas desistiu depois de um semestre, e depois de trabalhar por dois anos voltou a estudar na University of Texas–Pan American, onde se formou em matemática em 1989, tornando-se a primeira em sua família com um diploma universitário. Voltou para a escola de pós-graduação na Universidade de Houston e completou um Ph.D. em matemática em 1997. Seu orientador foi Siemion Fajtlowicz, com quem trabalhou no programa de computador Graffiti para a formulação automática de conjecturas na teoria dos grafos.

## Carreira
Após completar o doutorado foi professora assistente da Universidade de Houston-Downtown, onde foi promovida a full professor em 2010, e foi diretora associada em 2012.